# 贝尔梅里库尔
贝尔梅里库尔（法語：Berméricourt，法語發音：[bɛʁmeʁikuʁ]）是法国马恩省的一个市镇，属于兰斯区。

## 地理
贝尔梅里库尔（49°21'28"N, 3°59'32"E）面积8.01 平方千米，位于法国大東部大區马恩省，该省份为法国东北部内陆省份，北起阿登省，西北接埃纳省，西南接塞纳-马恩省，南至奥布省，东南接上马恩省，东临默兹省。
与贝尔梅里库尔接壤的市镇（或旧市镇、城区）包括：阿吉尔库尔、奥兰维尔、布里蒙、科鲁瓦莱埃蒙维尔、库尔西、卢瓦夫尔、科尔米西。

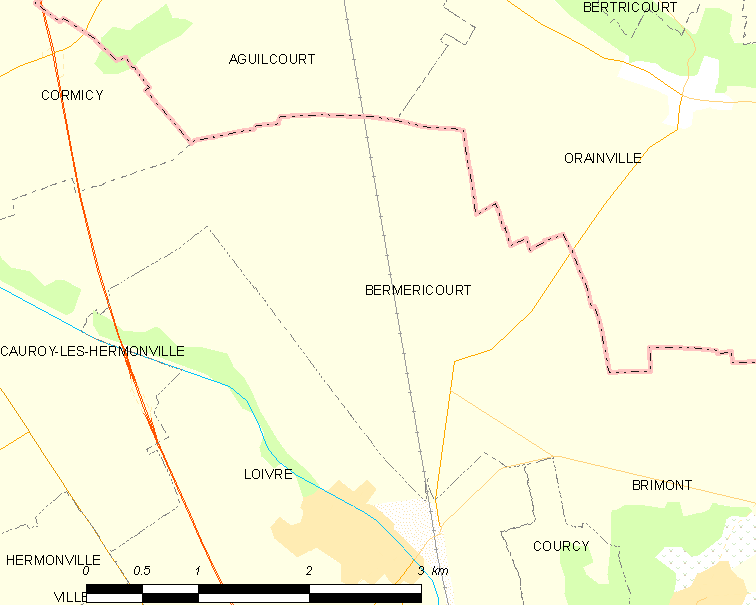
贝尔梅里库尔的OSM定位图

贝尔梅里库尔的时区为UTC+01:00、UTC+02:00（夏令时）。

## 行政
贝尔梅里库尔的邮政编码为51220，INSEE市镇编码为51051。

## 政治
贝尔梅里库尔所属的省级选区为勃艮第-弗雷讷县。

## 人口

1962-2008年间贝尔梅里库尔人口变化图示

贝尔梅里库尔于2022年1月1日时的人口数量为263人。